# Hospital General Universitario de Alicante

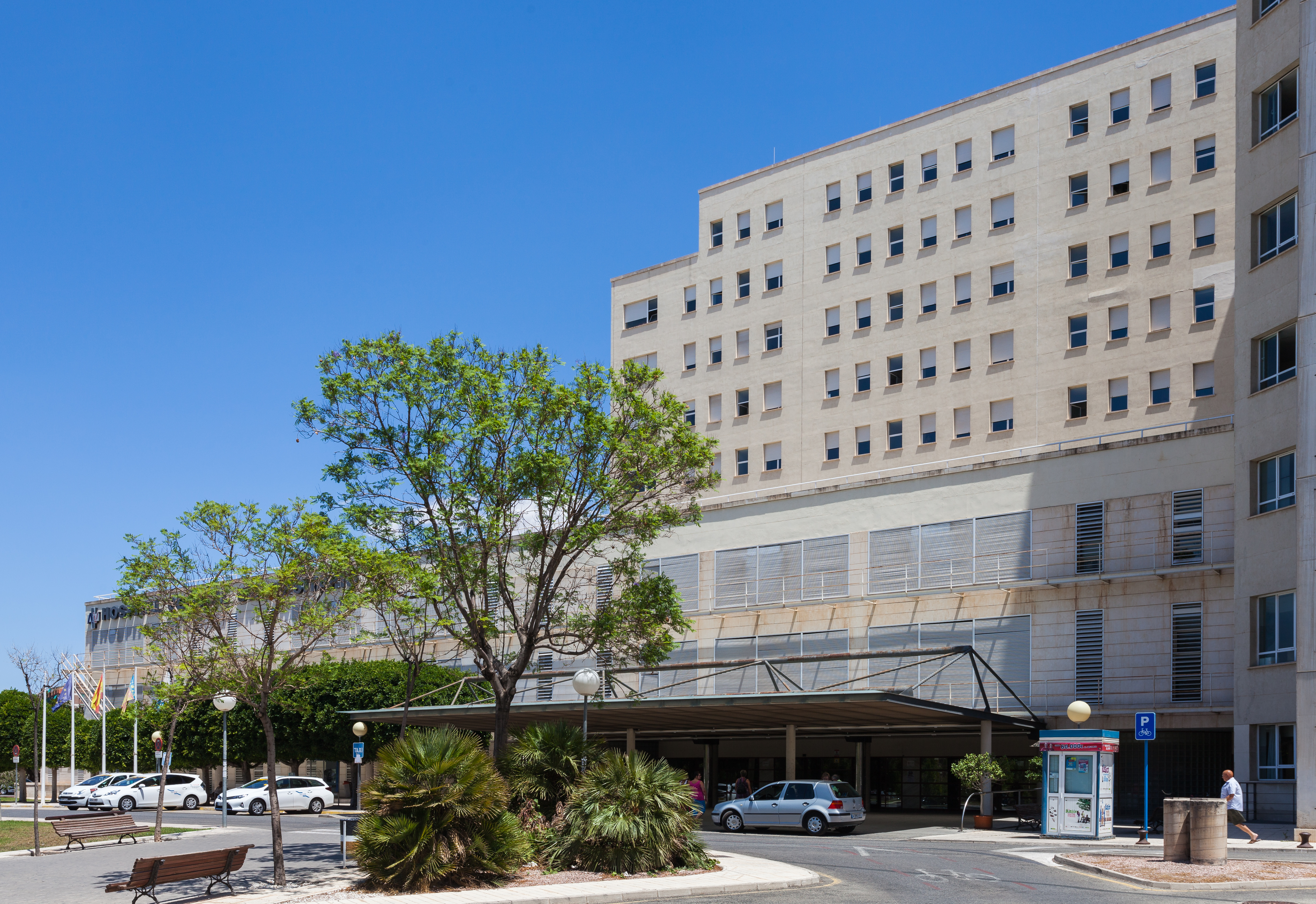
Detalle de la entrada

El Hospital General Universitario Dr. Balmis es un hospital público dependiente de la Consejería de Sanidad Universal y Salud Pública de la Generalidad Valenciana situado en la ciudad española de Alicante. Inaugurado en 1957, es uno de los principales hospitales de referencia de la Comunidad Valenciana.

## Historia
El edificio original fue construido según el proyecto del arquitecto Eduardo de Garay y Garay en 1951, para su integración en el Seguro Obligatorio de Enfermedad y siguiendo la política de grandes centros sanitarios, como los de La Fe en Valencia y La Paz en Madrid. Consistía en varios edificios que funcionaban de manera independiente y contaba con una capacidad de unas 1000 camas.
Popularmente conocido como La Residencia, fue inaugurado oficialmente el 15 de diciembre de 1957 por el ministro de Trabajo Fermín Sanz-Orrio. Ubicado entre las avenidas Pintor Baeza y Maestro Alonso, la Gran Vía y la calle Aaiún, ha sido reformado en dos ocasiones en la década de 1990.
El día 27 de diciembre de 2021 el Presidente de la Generalidad Valenciana Ximo Puig anunció la modificación del nombre a Hospital General Universitario Dr. Balmis en honor a Francisco Javier Balmis, médico alicantino que llevó la vacuna de la viruela a América en la Real Expedición Filantrópica de la Vacuna.